# Abuso del diritto nell'ordinamento francese
L'abuso di diritto nell'ordinamento giuridico francese è la commissione, da parte di una persona, di un atto che supera i limiti di esercizio di un diritto che le è conferito, sviandolo dalla sua finalità o allo scopo di nuocere ad altri. Si tratta di una nozione di origine giurisprudenziale, riconosciuta nella sentenza della Corte di Cassazione francese “Coquerel c/ Clément-Bayard”.

## Abuso del diritto nell'ordinamento francese

### Giurisprudenza
Nella sentenza “Coquerel c/ Clément-Bayard” la Cour de Cassation afferma che vi è abuso di diritto se il proprietario compie “senza alcun profitto per sé stesso, un atto che arreca un disturbo al proprietario del fondo vicino rimanendo entro i limiti della sua proprietà”.
Vengono dunque riconosciuti i primi due criteri di determinazione dell’abuso del diritto: l’assenza di utilità dell’atto posto in essere dal titolare del diritto e l’intenzione di arrecare un pregiudizio a terzi.

#### Evoluzione dei criteri di determinazione
Nel corso del tempo, la giurisprudenza francese ha elaborato altri criteri utili a determinare quando l'esercizio di un diritto possa essere considerato abusivo. Si tratta di criteri molto vari, che costituiscono delle linee direttrici e che hanno esteso il campo di applicazione dell’abuso del diritto ad altri ambiti, come il diritto di stare in giudizio. 
Ad esempio la Camera commerciale ha riconosciuto come criterio caratterizzante la légèreté blâmable (letteralmente: leggerezza biasimabile), per cui deve essere responsabile chi ha intrapreso un’azione temeraria, senza averci realmente riflettuto. Oppure ancora la Camera civile ha affermato che l’abuso del diritto si riassume nella colpa semplice, intesa come comportamento anormale che non sarebbe stato tenuto da una persona prudente e ragionevole.
Sono poi state qualificate come abuso del diritto diverse fattispecie, come le clausole abusive, l’abuso del diritto alla concorrenza e l’abuso nel diritto fiscale.

### L’approccio del legislatore
Il legislatore francese non ha mai posto una definizione generale del principio dell’abuso del diritto. In passato ha effettuato un tentativo di codificazione dell’abuso del diritto, ma i lavori della commissione di riforma del Code Civil nel giugno 1945 sono rimasti lettera morta. 
Tuttavia il termine “abuso del diritto” compare in più di 300 articoli della legislazione codificata francese; tra tali norme le più significative sono quelle riguardanti l’abuso nel diritto del lavoro e nel diritto processuale, come l’articolo 32-1 del Code de procédure civile, il quale sanziona colui che agisce in giudizio in maniera dilatoria o abusiva.

### Nel diritto tributario
Il legislatore ha introdotto la definizione di abuso del diritto in materia fiscale con la legge del 13 gennaio 1941. Tale definizione è stata modificata nel 2003, nel 2008 e il 1º gennaio 2020. Il libro di procedura fiscale (LPF), agli articoli L64 e L64A riconosce due categorie principali: abuso del diritto tributario per falsità giuridica o frode ai danni della legge e il cosiddetto mini-abuso.

#### Abuso del diritto tributario per falsità giuridica o frode ai danni della legge
L'abuso del diritto tributario per falsità giuridica o frode ai danni della legge è riconosciuto dall’articolo L64 LPF..
Secondo il legislatore francese, si verifica abuso di diritto in materia fiscale per falsità giuridica ogni qualvolta in un atto sia riconoscibile una differenza oggettiva tra quanto apparentemente realizzato e definito dall'atto in questione e la realtà soggiacente a tale atto, con particolare attenzione alla sfera economica.
Secondo la giurisprudenza, invece, la frode contro la legge in materia tributaria, spesso unicamente legata ad una ricerca di vantaggi in ambito di tassazione, si verifica ogniqualvolta tale ricerca sia soddisfatta e, di conseguenza, ogniqualvolta sia ottenuto un vantaggio fiscale, attraverso l’applicazione letterale di testi o decisioni in chiaro contrasto con gli obiettivi perseguiti dai loro autori.
L’articolo L64 LPF, in entrambi i casi, richiede esplicitamente che l’obiettivo di tali atti costituenti abuso sia esclusivamente fiscale.
In caso di abuso del diritto per falsità giuridica o frode alla legge, le conseguenze sono particolarmente onerose. Possono essere applicate due maggiorazioni delle aliquote dell'imposta evasa:
- Maggiorazione sanzionatoria dell’aliquota pari all’80%, se si riconosce nel contribuente il principale responsabile o il principale beneficiario dell'abuso di diritto. Si richiedono, pertanto, dimostrazioni e motivazioni adeguate, in assenza delle quali sarà applicabile una maggiorazione pari al 40%.
- Maggiorazione sanzionatoria dell’aliquota pari al 40%, applicabile quando il contribuente si è dimostrato essere “passivo”. Tra i casi più ricorrenti vi è quello del contribuente che non ha avviato un procedimento di rettifica dell’errore o, attraverso gli atti costituenti abuso di diritto, ne ha tratto un vantaggio di minor rilievo rispetto a quello percepito dagli altri soggetti coinvolti.[13]

#### Il mini-abuso e il perseguimento di un obiettivo prevalentemente fiscale
La disciplina del mini-abuso è definita dal legislatore all’articolo L64A LPF e introduce il diritto dell’amministrazione a “punire […] atti che, pur costituendo un’applicazione letterale di testi e decisioni, risultino in chiaro contrasto con le finalità perseguite dagli autori degli stessi, con l’unico scopo di evitare o attenuare gli oneri fiscali che l'interessato, se tali atti non fossero stati compiuti, avrebbe normalmente sopportato in relazione alla sua situazione o alla sua concreta attività.”
In questo caso, il legislatore richiede la presenza di due elementi principali e necessari:
- Un elemento oggettivo: l'uso di una norma o più in generale di un testo in contrasto con le intenzioni del suo autore;
- Un elemento soggettivo: la volontà principale, ma non necessariamente esclusiva, di evadere l’imposta.

Affinché si possa qualificare l'abuso del diritto tributario per il perseguimento di un obiettivo prevalentemente fiscale, l'amministrazione deve dimostrare che la ragione principale dell’atto sia quella di evitare o attenuare gli oneri fiscali che l'interessato avrebbe normalmente sostenuto in ragione della sua situazione. Risulta chiara, dunque, la differenza della norma del mini-abuso di cui all’articolo L64A e quella di cui all’articolo L64: per quanto riguarda l’elemento oggettivo non si rilevano variazioni; per quanto riguarda l’elemento soggettivo, invece, non è più necessario dimostrare l’esclusività, è sufficiente dimostrarne il carattere principale.
In merito alle sanzioni, in materia di mini-abuso, sono previste:
- Maggiorazione sanzionatoria dell’aliquota pari al 40% in caso di violazione dolosa o abuso di diritto;
- Maggiorazione sanzionatoria dell’aliquota pari all’80% in caso di manovre fraudolente, contribuente ritenuto avente iniziativa principale o riconosciuto come il principale beneficiario, occultamento di parte del prezzo stipulato in un contratto, applicazione delle disposizioni dell'articolo 792 bis del Code Général d’Impôts (CGI).[13].

#### Una terza definizione di abuso dell'imposta sulle società
La legge finanziaria del 2019 ha inserito una terza definizione di abuso di diritto tributario nell'articolo 205-A del TUIR solo con riferimento all'imposta sulle società. Con il recepimento della direttiva europea ATAD II, l'articolo 205-A del Code Général d’Impôts (CGI) estende questo concetto a tutte le norme sulle imposte sulle società, stabilendo così una clausola generale “anti-abuso”.